# Totnes (stacja kolejowa)

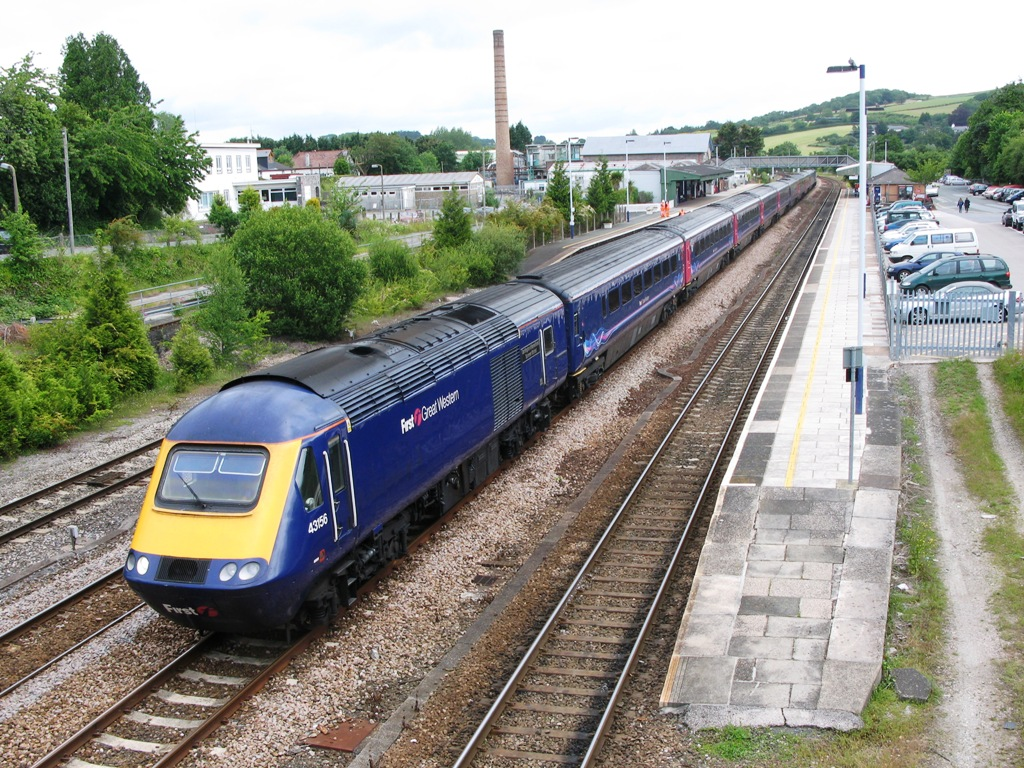
Pociąg pośpieszny przejeżdżający przez środkowy tor

Totnes – stacja kolejowa w mieście Totnes, w hrabstwie Devon na linii kolejowej Exeter - Plymouth o znaczeniu regionalnym. Stacja pozbawiona sieci trakcyjnej. Przez stację przebiega trzeci tor do połączeń ekspresowych.

## Ruch pasażerski
Stacja w Totnes obsługuje ok. 575 630 pasażerów rocznie (dane za rok 2021/2022). Posiada bezpośrednie połączenia z następującymi większymi miejscowościami: Bristol, Penzance, Plymouth, Torquay.

## Obsługa pasażerów
Automaty biletowe, kasy, przystanek autobusowy, postój taksówek. Pociągi odjeżdżają ze stacji co pół godziny. Na stacji zatrzymują się niektóre pociągi pośpieszne.